# Второе правительство Питгарта
Второе правительство Петра Питгарта (чеш. Druhá vláda Petra Pitharta) — 7-е коалиционное правительство Чешской Республики в составе ЧСФР во главе с Петром Питгартом. Было приведено к присяге 29 июня 1990 года. Получило доверие парламента на заседании 3 июля.

## Общие сведения
Это было первое правительство Чешской Республики (в рамках ЧСФР), возникшее в результате свободных выборов после падения коммунистического режима в Чехословакии. Изначально в правительство было делегировано 10 министров от OF, 2 от коалиции KDU (KDS, ČSL, MOH, SRS, SČP и KS) и 1 от HSD-SMS. Позднее OF распался на ODS, ODA и OH, и большинство министров стало принадлежать к OH. Из коалиции KDU вышла KDS, a ČSL трансформировалась в KDU-ČSL.

## Состав кабинета
| Министерство (должность)                                           | Имя            | Начало полномочий | Конец полномочий | Партия | Партия                    |
| Председатель Правительства                                         | Петр Питгарт   | 29 июня 1990      | 2 июля 1992      |        | OF (позднее OH)           |
| Первый вице-председатель                                           | Антонин Баудыш | 29 июня 1990      | 2 июля 1992      |        | ČSL                       |
| Вице-председатель                                                  | Милан Лукеш    | 29 июня 1990      | 2 июля 1992      |        | OF (позднее OH)           |
| Вице-председатель                                                  | Ян Страский    | 1 июня 1991       | 2 июля 1992      |        | ODS                       |
| Министерство внутренних дел                                        | Томаш Градилек | 29 июня 1990      | 15 ноября 1990   |        | OF                        |
| Министерство внутренних дел                                        | Томаш Сокол    | 27 ноября 1990    | 2 июля 1992      |        | OF (позднее OH)           |
| Министерство труда и социальных дел                                | Милан Горалек  | 29 июня 1990      | 2 июля 1992      |        | OF (позднее OH)           |
| Министерство здравоохранения                                       | Мартин Бойар   | 29 июня 1990      | 2 июля 1992      |        | OF (позднее OH)           |
| Министерство финансов                                              | Карел Шпачек   | 29 июня 1990      | 2 июля 1992      |        | OF (позднее OH)           |
| Министерство торговли и туризма                                    | Власта Штепова | 29 июня 1990      | 2 июля 1992      |        | OF (позднее OH)           |
| Министерство юстиции                                               | Леон Рихтер    | 29 июня 1990      | 8 января 1992    |        | Беспартийный (позднее OH) |
| Министерство юстиции                                               | Иржи Новак     | 24 января 1992    | 2 июля 1992      |        | ODS                       |
| Министерство культуры                                              | Милан Угде     | 29 июня 1990      | 2 июля 1992      |        | OF (позднее ODS)          |
| Министерство промышленности                                        | Ян Врба        | 29 июня 1990      | 2 июля 1992      |        | Беспартийный (позднее OH) |
| Министерство сельского хозяйства и продовольствия                  | Богумил Кубат  | 29 июня 1990      | 2 июля 1992      |        | OF (позднее ODA)          |
| Министерство образования, молодёжи и физической культуры           | Петр Вопенка   | 29 июня 1990      | 2 июля 1992      |        | KDS                       |
| Министерство окружающей среды                                      | Бедржих Молдан | 29 июня 1990      | 24 января 1991   |        | OF                        |
| Министерство окружающей среды                                      | Иван Деймал    | 24 января 1991    | 2 июля 1992      |        | KDS                       |
| Министерство управления национального имущества и его приватизации | Томаш Йежек    | 29 июня 1990      | 2 июля 1992      |        | OF (позднее ODA)          |

### Министры без портфеля
| Министерство (должность)                                                                                          | Имя              | Начало полномочий | Конец полномочий | Партия | Партия             |
| Вице-председатель, Председатель Чешской комиссии по планированию и научно-технологическому развитию (до мая 1991) | Франтишек Власак | 29 июня 1990      | 31 мая 1991      |        | OF                 |
| Министр без портфеля                                                                                              | Ярослав Шабата   | 29 июня 1990      | 2 июля 1992      |        | OF (позднее OH)    |
| Председатель комитета народного контроля Министр государственного контроля (с июля 1990)                          | Богумил Тихий    | 29 июня 1990      | 20 июня 1991     |        | HSD-SMS            |
| Председатель комитета народного контроля Министр государственного контроля (с июля 1990)                          | Игор Немец       | 20 июня 1991      | 2 июля 1992      |        | ODS                |
| Министр строительства                                                                                             | Людвик Мотычка   | 29 июня 1990      | 2 июля 1992      |        | ČSL                |
| Министр инженерии и электротехники                                                                                | Мирослав Грегр   | 29 июня 1990      | 31 декабря 1990  |        | Беспартийный от OF |